# Chromosoom

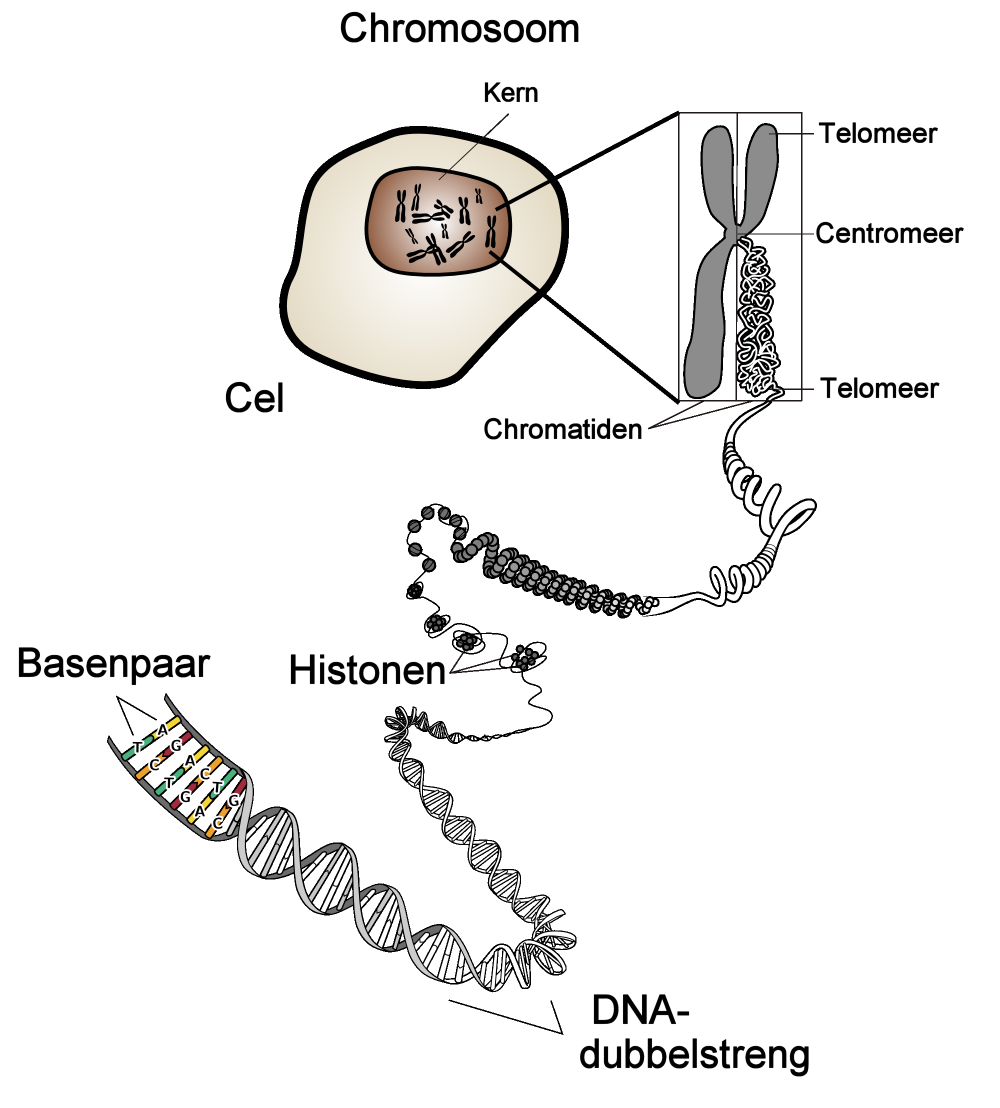
Structuur van een chromosoom in een eukaryotische cel

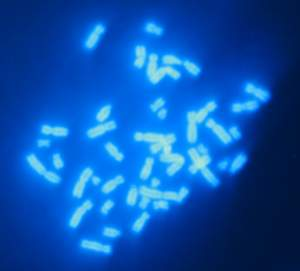
Chromosomenpreparaat

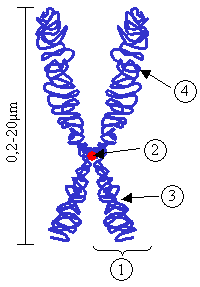
Chromosoom tijdens celdeling
Chromatide
Centromeer
Korte arm
Lange arm

Een chromosoom (Oudgrieks: χρῶμα (chrōma) = kleur; σῶμα (sōma) = lichaam) is een drager van een deel van het erfelijk materiaal (DNA) van een organisme. Ze draagt slechts een deel van het erfelijk materiaal, omdat dit verspreid ligt over meerdere chromosomen. Chromosomen zijn met kleurstoffen goed zichtbaar te maken structuren, in de celkern van eukaryoten.
Tijdens de celdeling worden de chromosomen goed zichtbaar door samentrekking (condensatie) van het chromatine. Aan het eind van een chromosoom zit een telomeer. Er zijn autosomen, X-chromosomen en Y-chromosomen.
Bij diploïde organismen, ook bij de mens, komen chromosomen voor in paren van homologe chromosomen, waarbij één exemplaar van de moeder komt en het andere van de vader. Homologe chromosomen hebben een gelijke opbouw, maar zijn niet identiek.
De prokaryoten (bacteriën en Archaea), maar ook plastiden en mitochondriën, hebben geen echte chromosomen, maar ringvormig DNA dat niet in een celkern is vervat, maar los in het cytoplasma van de cel ligt.
Een bijzondere variant is het microchromosoom dat bij veel dieren, maar niet bij zoogdieren voorkomt. Het lijkt een belangrijke evolutionaire rol te hebben gespeeld.

## Algemeen
In strikte zin is DNA de drager van de erfelijke eigenschappen (genen) en niet de chromosomen die zijn opgebouwd uit die genen. Chromatine bestaat uit DNA dat rondom chromatine-eiwitten (histonen) is gedraaid. In de periode tussen twee celdelingen is chromatine een lange streng en als een korrelige structuur zichtbaar in de celkern. Tijdens de celdeling verdubbelt het chromatine zich door replicatie, maar beide helften (de chromatiden) blijven ergens in het midden verbonden op het centromeer. Hierdoor ontstaat de bekende X-vorm. Nadat de chromatiden van elkaar zijn gescheiden, verdwijnt de X-vorm en heeft het chromosoom weer een langwerpige staafjesvorm.

## Verdeling van de chromosomen
Alle cellen van een gegeven biologische soort hebben dezelfde chromosomen. Afhankelijk van het soort organisme kan iedere specifieke chromosoom eenmaal (haploïd), tweemaal (diploïd), driemaal (triploïd), viermaal (tetraploïd) enzovoort in de cel voorkomen. Een dierlijke cel is meestal diploïd, behalve de geslachtscellen (gameten), die haploïd zijn.
Ook bij diploïde planten zijn de gameten haploïd, maar bij een tetraploïde plant zijn ze diploïd. Gekweekte planten zijn vaak polyploïd, wat resulteert in grotere bloemen of een grotere oogst.
Het aantal chromosomen in de cel is per soort organisme verschillend.
Enkele voorbeelden:
| Soort      | Aantal chromosomen |                         | Soort                   | Aantal chromosomen |
| Zoogdieren | Zoogdieren         | Tweezaadlobbige planten | Tweezaadlobbige planten |                    |
| Cavia      | 2×32               | Aardappel               | 4×12                    |                    |
| Chimpansee | 2×24               | Erwt                    | 2×7                     |                    |
| Ezel       | 2×31               | Tulp                    | 2×12                    |                    |
| Hond       | 2×39               | Zwarte moerbei          | 2×154                   |                    |
| Konijn     | 2×22               |                         |                         |                    |
| Mens       | 2×23               |                         |                         |                    |
| Muis       | 2×20               | Eenzaadlobbige planten  | Eenzaadlobbige planten  |                    |
| Paard      | 2×32               | Mais                    | 2×10                    |                    |
| Amfibieën  | Amfibieën          | Tarwe                   | 6×7                     |                    |
| Kikker     | 2×13               | Ui                      | 2×8                     |                    |
|            |                    | Mossen (haploïde)       |                         |                    |
| Insecten   | Insecten           | Takakia                 | 1×4                     |                    |
| Fruitvlieg | 2×4                |                         |                         |                    |
| Huisvlieg  | 2×6                |                         |                         |                    |

1. ↑  Tot 1950 dacht men dat de mens 2×24 chromosomen had

Chromosomen van een diploïde cel vormen paren, waarbij het ene chromosoom van zo'n paar afkomstig is van de ene ouder (vader) en het andere chromosoom van de andere ouder (moeder). Bij een man zijn de twee geslachtschromosomen niet identiek, maar ze worden samen ook als paar beschouwd.

Chromosomen van de mens

## Chromosomen bij de mens
Gewoonlijk heeft een mens 46 chromosomen (23 paar) per cel. Bij de celdeling verdubbelt ieder chromosoom zich en bestaat dan tijdelijk uit twee identieke chromatiden. De celkern bevat dan 92 chromatiden. Als de chromatiden van elkaar gescheiden zijn blijven er 92 dochterchromosomen over, die later verdeeld worden over twee dochtercellen, zodat elke cel weer 46 chromosomen heeft.

## Mutaties
Er zijn verschillende soorten mutaties, zoals puntmutaties (kleinschalige mutaties), segmentmutaties (grootschalige mutaties of chromosomale mutaties) en ploïdiemutaties of genoommutaties. Mutaties zijn verder te verdelen in enerzijds spontane of natuurlijke mutaties en anderzijds door de mens geïnitieerde (kunstmatige) mutaties. Oorzaken kunnen zijn straling, chemicaliën, experimentele handelingen, en virussen.

### Voorbeelden
Bij fouten in de celdeling van geslachtscellen (meiose) kunnen afwijkende aantallen chromosomen in cellen terechtkomen. Daardoor ontstaan nakomelingen die niet levensvatbaar zijn, of afwijkingen vertonen en daarbij haast altijd onvruchtbaar zijn. Een extra chromosoom in de cel wordt trisomie genoemd, een chromosoom te weinig monosomie. Het bekendste voorbeeld van een chromosoomafwijking is trisomie-21 ofwel het syndroom van Down. Het komt ook voor dat een deel van een chromosoom te veel of te weinig aanwezig is: het 18q-syndroom is een chromosomale afwijking waarbij aan de langste arm van het 18e chromosoom een stukje ontbreekt.

### Geslachtschromosomen
Op het Y-chromosoom zit maar weinig erfelijke informatie. Het speelt echter wel een cruciale rol in de ontwikkeling van het embryo. Het Y-chromosoom zet aan tot de productie van mannelijke hormonen en zodoende tot de ontwikkeling van mannelijke geslachtskenmerken. In de lichaamscellen van een man bevinden zich altijd een X- en een Y-chromosoom en in de lichaamscellen van een vrouw altijd twee X-chromosomen.
Erfelijke afwijkingen die gekoppeld zijn aan het X-chromosoom komen bij mannen altijd tot uiting, aangezien voor het defecte gen geen goede tegenhanger in de cel aanwezig is. In welke mate de afwijking bij vrouwen tot uiting komt, hangt af van het type afwijking: als de afwijking een dominant kenmerk is, dan komt het kenmerk of de ziekte altijd tot uiting. Is het kenmerk daarentegen een recessief kenmerk, dan komt de afwijking alleen tot uiting indien de vrouw draagster is op beide X-chromosomen. Een bekend voorbeeld is rood-groenkleurenblindheid.
Niet bij alle diersoorten geschiedt de geslachtsbepaling op dezelfde manier als bij de mens, met een groot X- en een klein Y-chromosoom, de XY-geslachtsbepaling. Soms bestaat er bijvoorbeeld alleen maar een X-chromosoom. Bij honingbijen zijn de mannetjes (darren) haploïd en de vrouwtjes diploïd.

### Isochromosoom
Van een isochromosoom is sprake wanneer een chromosoom een van zijn armen is verloren en dit heeft vervangen door een exacte kopie van de andere arm. Deze afwijking in chromosomale structuur komt soms voor bij meisjes met het syndroom van Turner en in tumorcellen.